# Codificació predictiva
En neurociència, la codificació predictiva (també coneguda com a processament predictiu) és una teoria de la funció cerebral que postula que el cervell està generant i actualitzant constantment un "model mental" de l'entorn. Segons la teoria, aquest model mental s'utilitza per predir els senyals d'entrada dels sentits que després es comparen amb els senyals d'entrada reals d'aquests sentits. La codificació predictiva és membre d'un conjunt més ampli de teories que segueixen la hipòtesi del cervell bayesià.

## Orígens
Els avantpassats teòrics de la codificació predictiva es remunten a l'any 1860 amb el concepte d'inferència inconscient de Helmholtz. La inferència inconscient es refereix a la idea que el cervell humà omple informació visual per donar sentit a una escena. Per exemple, si alguna cosa és relativament més petit que un altre objecte en el camp visual, el cervell utilitza aquesta informació com una indicació probable de profunditat, de manera que el perceptor finalment (i involuntàriament) experimenta profunditat. La comprensió de la percepció com la interacció entre els estímuls sensorials (de baix a dalt) i el coneixement conceptual (de dalt a baix) va continuar sent establerta per Jerome Bruner que, a partir dels anys quaranta, va estudiar les maneres en què les necessitats, les motivacions i les expectatives influeixen en la percepció, una investigació que es va conèixer com a psicologia "New Look". El 1981, McClelland i Rumelhart van examinar la interacció entre les característiques de processament (línies i contorns) que formen lletres, que al seu torn formen paraules. Tot i que les característiques suggereixen la presència d'una paraula, van trobar que quan les lletres estaven situades en el context d'una paraula, la gent era capaç d'identificar-les més ràpidament que quan estaven situades en una no paraula sense context semàntic. El model de processament paral·lel de McClelland i Rumelhart descriu la percepció com la reunió d'elements de dalt a baix (conceptuals) i de baix a dalt (sensorials).
A finals de la dècada de 1990, Rao i Ballard van traduir la idea del processament de dalt a baix i de baix a dalt en un model de visió computacional. El seu article va demostrar que podria haver-hi un model generatiu d'una escena (processament de dalt a baix), que rebria retroalimentació mitjançant senyals d'error (quant variava l'entrada visual de la predicció), que posteriorment portaria a l'actualització de la predicció. El model computacional va ser capaç de replicar efectes de camp receptiu ben establerts, així com efectes de camp receptiu extraclàssics menys coneguts, com ara l'aturada final.
L'any 2004, Rick Grush va proposar un model de processament perceptiu neuronal segons el qual el cervell genera constantment prediccions basades en un model generatiu (el que Grush va anomenar "emulador"), i compara aquesta predicció amb l'entrada sensorial real. Aleshores, la diferència, o "residu sensorial", s'utilitzaria per actualitzar el model a fi de produir una estimació més precisa del domini percebut. Segons Grush, els senyals de dalt a baix i de baix a dalt es combinarien d'una manera sensible al soroll esperat (també conegut com a incertesa) en el senyal de baix a dalt, de manera que en situacions en què se sap que el senyal sensorial era menys fiable, la predicció de dalt a baix tindria més pes, i viceversa. També es va demostrar que el marc d'emulació era jeràrquic, amb emuladors específics de modalitat que proporcionen expectatives de dalt a baix per a senyals sensorials, així com emuladors de nivell superior que proporcionen expectatives de les causes distals d'aquests senyals. Grush va aplicar la teoria a la percepció visual, la imatge visual i motora, el llenguatge i la teoria dels fenòmens mentals.

## Marc general

Esquema conceptual de codificació predictiva amb 2 nivells

La codificació predictiva es va desenvolupar inicialment com un model del sistema sensorial, on el cervell resol el problema de modelar les causes distals de l'entrada sensorial mitjançant una versió de la inferència bayesiana. Se suposa que el cervell manté unes representacions internes actives de les causes distals, que li permeten predir les entrades sensorials. Una comparació entre les prediccions i l'entrada sensorial produeix una mesura de diferència (per exemple, error de predicció, energia lliure o sorpresa) que, si és prou gran més enllà dels nivells de soroll estadístic esperats, farà que el model intern s'actualitzi per predir millor l'entrada sensorial en el futur.
Si, en canvi, el model prediu amb precisió la conducció de senyals sensorials, l'activitat a nivells superiors cancel·la l'activitat als nivells inferiors i el model intern es manté sense canvis. Així, la codificació predictiva inverteix la visió convencional de la percepció com un procés majoritàriament de baix a dalt, cosa que suggereix que està en gran part restringit per prediccions prèvies, on els senyals del món extern només configuren la percepció en la mesura que es propaguen a la jerarquia cortical en forma d'error de predicció.
Els errors de predicció no només es poden utilitzar per inferir causes distals, sinó també per aprendre-los mitjançant la plasticitat neuronal. Aquí la idea és que les representacions apreses per les neurones corticals reflecteixen les regularitats estadístiques de les dades sensorials. Aquesta idea també està present en moltes altres teories de l'aprenentatge neuronal, com ara la codificació escassa, amb la diferència central que en la codificació predictiva no només s'aprenen les connexions amb les entrades sensorials (és a dir, el camp receptiu), sinó també les connexions predictives de dalt a baix de representacions de nivell superior. Això fa que la codificació predictiva sigui semblant a alguns altres models d'aprenentatge jeràrquic, com ara les màquines Helmholtz i les xarxes de creences profundes, que, tanmateix, utilitzen algorismes d'aprenentatge diferents. Així, l'ús dual dels errors de predicció tant per a la inferència com per a l'aprenentatge és una de les característiques definitòries de la codificació predictiva.

### Ponderació de precisió
La precisió de l'entrada sensorial entrant és la seva predictibilitat basada en el soroll del senyal i altres factors. Les estimacions de la precisió són crucials per minimitzar eficaçment l'error de predicció, ja que permet ponderar les entrades sensorials i les prediccions segons la seva fiabilitat. Per exemple, el soroll del senyal visual varia entre l'alba i el capvespre, de manera que s'assigna una confiança condicional més gran als errors de predicció sensorial a plena llum del dia que a la nit. Enfocaments similars s'utilitzen amb èxit en altres algorismes que realitzen inferència bayesiana, per exemple, per al filtratge bayesià en el filtre de Kalman.
També s'ha proposat que aquesta ponderació dels errors de predicció en proporció a la seva precisió estimada és, en essència, atenció, i que el procés de dedicació de l'atenció es pot aconseguir neurobiològicament mitjançant sistemes d'activació reticular ascendent (ARAS) optimitzant el "guany" de les unitats d'error de predicció. Tanmateix, també s'ha argumentat que la ponderació de precisió només pot explicar "l'atenció espacial endògena", però no altres formes d'atenció.

### Inferència activa
El mateix principi de minimització d'errors de predicció s'ha utilitzat per proporcionar una explicació del comportament en què les accions motrius no són ordres sinó prediccions propioceptives descendents. En aquest esquema d'inferència activa, els arcs reflexos clàssics es coordinen per tal de mostrar selectivament l'entrada sensorial de manera que compleixin millor les prediccions, minimitzant així els errors de predicció propioceptiva. De fet, Adams et al. (2013) revisen proves que suggereixen que aquesta visió de la codificació predictiva jeràrquica en el sistema motor proporciona un marc de principis i neuronalment plausible per explicar l'organització agranular de l'escorça motora. Aquesta visió suggereix que "els sistemes perceptius i motors no s'han de considerar separats, sinó com una única màquina d'inferència activa que intenta predir la seva entrada sensorial en tots els dominis: visual, auditiu, somatosensorial, interoceptiu i, en el cas del sistema motor, propioceptiu."

## Teoria neuronal en codificació predictiva
Gran part dels primers treballs que van aplicar un marc de codificació predictiva als mecanismes neuronals provenien del processament sensorial, especialment a l'escorça visual. Aquestes teories suposen que l'arquitectura cortical es pot dividir en nivells apilats jeràrquicament, que corresponen a diferents regions corticals. Es creu que cada nivell allotja (almenys) dos tipus de neurones: "neurones de predicció", que tenen com a objectiu predir les entrades de baix a dalt al nivell actual, i "neurones d'error", que indiquen la diferència entre l'entrada i la predicció. Es creu que aquestes neurones són principalment neurones piramidals no superficials i superficials, mentre que les interneurones ocupen diferents funcions.
Dins de les regions corticals, hi ha evidència que diferents capes corticals poden facilitar la integració de les projeccions de retroalimentació i retroalimentació entre les jerarquies. Per tant, s'ha suposat que aquestes capes corticals són centrals en el càlcul de prediccions i errors de predicció, sent la unitat bàsica una columna cortical. Una visió comuna és que:
- les neurones d'error resideixen a les capes supragranulars 2 i 3, ja que aquestes neurones mostren activitat escassa i tendeixen a respondre a esdeveniments inesperats.
- les neurones de predicció resideixen a la capa profunda 5, on moltes neurones presenten respostes denses
- La ponderació de precisió es pot implementar a través de diversos mecanismes, com ara neuromoduladors o projeccions de llarg abast d'altres àrees del cervell (per exemple, tàlem)

Tanmateix, fins ara no hi ha consens sobre com el cervell implementa probablement la codificació predictiva. Algunes teories, per exemple, proposen que les capes supragranulars contenen no només errors, sinó també neurones de predicció. També es debat a través de quins mecanismes les neurones d'error podrien calcular l'error de predicció. Com que els errors de predicció poden ser tant negatius com positius, però les neurones biològiques només poden mostrar activitat positiva, es requereixen esquemes de codificació d'errors més complexos. Per evitar aquest problema, teories més recents han proposat que el càlcul d'errors podria tenir lloc a les dendrites neuronals. L'arquitectura neuronal i els càlculs proposats en aquestes teories dendrítiques són similars al que s'ha proposat a la teoria de la memòria temporal jeràrquica de l'escorça.

## Aplicació de codificació predictiva

### Percepció
L'evidència empírica de la codificació predictiva és més robusta per al processament perceptiu. Ja el 1999, Rao i Ballard van proposar un model de processament visual jeràrquic en el qual l'àrea cortical visual d'ordre superior envia prediccions cap avall i les connexions de feedforward porten els errors residuals entre les prediccions i les activitats reals de nivell inferior. Segons aquest model, cada nivell de la xarxa del model jeràrquic (excepte el nivell més baix, que representa la imatge) intenta predir les respostes al nivell inferior següent mitjançant connexions de retroalimentació, i el senyal d'error s'utilitza per corregir l'estimació del senyal d'entrada a cada nivell simultàniament. Emberson et al. va establir la modulació de dalt a baix en nadons mitjançant un paradigma d'omissió audiovisual multimodal, determinant que fins i tot els cervells infantils tenen expectatives sobre l'entrada sensorial futura que es porta avall de les còrtexs visuals i són capaços de retroalimentació basada en les expectatives. Les dades de l'espectroscòpia d'infrarojos propers (fNIRS) van mostrar que l'escorça occipital infantil va respondre a una omissió visual inesperada (sense entrada d'informació visual), però no a l'omissió visual esperada. Aquests resultats estableixen que en un sistema de percepció organitzat jeràrquicament, les neurones d'ordre superior envien prediccions a les neurones d'ordre inferior, que al seu torn envia una còpia de seguretat del senyal d'error de predicció.

### Interocepció
Hi ha hagut diversos models competidors pel paper de la codificació predictiva en la interocepció.
El 2013, Anil Seth va proposar que els nostres estats de sentiment subjectius, també coneguts com a emocions, es generen mitjançant models predictius que es construeixen activament a partir d'avaluacions interoceptives causals. En relació a com atribuïm els estats interns dels altres a les causes, Sasha Ondobaka, James Kilner i Karl Friston (2015) van proposar que el principi d'energia lliure requereix que el cervell produeixi una sèrie contínua de prediccions amb l'objectiu de reduir la quantitat d'error de predicció que es manifesta com a "energia lliure". Després, aquests errors s'utilitzen per modelar informació anticipada sobre quin serà l'estat del món exterior i les atribucions de les causes d'aquest estat mundial, inclosa la comprensió de les causes del comportament dels altres. Això és especialment necessari perquè, per crear aquestes atribucions, els nostres sistemes sensorials multimodals necessiten prediccions interoceptives per organitzar-se. Per tant, Ondobaka planteja que la codificació predictiva és clau per entendre els estats interns d'altres persones.
El 2015, Lisa Feldman Barrett i W. Kyle Simmons van proposar el model de codificació d'interocepció predictiva incorporada, un marc que unifica els principis d'inferència activa bayesiana amb un marc fisiològic de connexions corticocorticals. Utilitzant aquest model, van plantejar que les escorces visceromotores agranulars són les responsables de generar prediccions sobre la interocepció, definint així l'experiència d'interocepció.
Contràriament a la noció inductiva que les categories d'emoció són biològicament diferents, Barrett va proposar més tard la teoria de l'emoció construïda, que és la explicació que una categoria d'emoció biològica es construeix a partir d'una categoria conceptual: l'acumulació d'instàncies que comparteixen un objectiu. En un model de codificació predictiva, Barrett planteja la hipòtesi que, en la interocepció, els nostres cervells regulen els nostres cossos mitjançant l'activació de "simulacions encarnades" (representacions de cos complet de l'experiència sensorial) per anticipar el que el nostre cervell prediu que el món extern ens llançarà sensorialment i com hi respondrem amb acció. Aquestes simulacions es conserven si, a partir de les prediccions del nostre cervell, ens preparen bé per al que realment succeeix posteriorment al món extern, o si, i les nostres prediccions, s'ajusten per compensar el seu error en comparació amb el que realment passa al món extern i com de ben preparats estàvem per a això. Aleshores, en un procés d'ajust de prova-error, els nostres cossos troben similituds en els objectius entre determinades simulacions anticipatives reeixides i les agrupen sota categories conceptuals. Cada vegada que sorgeix una nova experiència, els nostres cervells utilitzen aquest historial d'ajust d'error d'assaig anterior per fer coincidir la nova experiència amb una de les categories de simulacions corregides acumulades amb les quals comparteix més semblança. Després, apliquen la simulació corregida d'aquesta categoria a la nova experiència amb l'esperança de preparar els nostres cossos per a la resta de l'experiència. Si no ho fa, la predicció, la simulació i potser els límits de la categoria conceptual es revisen amb l'esperança d'una major precisió la propera vegada, i el procés continua. Barrett planteja la hipòtesi que, quan es minimitza l'error de predicció per a una determinada categoria de simulacions per a experiències semblants a x, el que resulta és una simulació informada per la correcció que el cos tornarà a representar per a cada experiència semblant a x, donant com a resultat una representació de cos complet informada per la correcció de l'experiència sensorial: una emoció. En aquest sentit, Barrett proposa que construïm les nostres emocions perquè el marc de categories conceptuals que utilitzen els nostres cervells per comparar noves experiències i per triar la simulació sensorial predictiva adequada per activar, es construeix sobre la marxa.

### Informàtica
Amb la creixent popularitat de l'aprenentatge de la representació, la teoria també s'ha perseguit i aplicat activament en l'aprenentatge automàtic i camps relacionats.

### Reptes
Un dels majors reptes per provar la codificació predictiva ha estat la imprecisió de com funciona exactament la minimització d'errors de predicció. En alguns estudis, l'augment del senyal BOLD s'ha interpretat com un senyal d'error mentre que en altres indica canvis en la representació d'entrada. Una qüestió crucial que cal abordar és què constitueix exactament el senyal d'error i com es calcula a cada nivell de processament de la informació. Un altre repte que s'ha plantejat és la tractabilitat computacional de la codificació predictiva. Segons Kwisthout i van Rooij, la subcomputació a cada nivell del marc de codificació predictiva amaga potencialment un problema computacionalment insoluble, que suposa "obstacles intractables" que els modeladors computacionals encara han de superar.
La investigació futura podria centrar-se a aclarir el mecanisme neurofisiològic i el model computacional de codificació predictiva.